# گری آرمسترانگ (بازیکن فوتبال)
گری آرمسترانگ (انگلیسی: Gary Armstrong؛ زادهٔ ۲ ژانویهٔ ۱۹۵۸) بازیکن فوتبال اهل بریتانیا است.
از باشگاه‌هایی که در آن بازی کرده‌است می‌توان به باشگاه فوتبال هورنچورج، باشگاه فوتبال هارینگی بورو، باشگاه فوتبال کرو آلکساندرا، باشگاه فوتبال گیلینگام، باشگاه فوتبال هارلو تاون، باشگاه فوتبال ابسفلیت یونایتد، باشگاه فوتبال هیبریج، باشگاه فوتبال ویمبلدون، و باشگاه فوتبال بارنت اشاره کرد.